# Qindu
Qindu (en chino, 秦都; pinyin, Qíndū) es un distrito urbano bajo la administración directa de la Prefectura Xianyang  en la Provincia de Shaanxi, República Popular China. Su área es de 259 km² y su población total para 2010 superó los 500 mil habitantes.

## Administración
Desde julio de 2023, el Distrito Qindu se divide en 12 pueblos administrados en subdistritos.

## Toponimia
El topónimo Qindu [/Chin-Du/] significa literalmente 'capital Qin'. Debe su nombre a la primera dinastía feudal multiétnica, Qin, que estableció su capital aquí.